# Ро Феникса
Ро Феникса (англ. ρ Phoenicis) — переменная звезда в созвездии Феникса. Измерения параллакса, выполненные на телескопе Gaia, дали оценку расстояния около 240 световых лет от Солнца.
Звезда относится к спектральному классу F, является звездой-гигантом класса F3III, на диаграмме Герцшпрунга-Рассела занимает нижнюю часть полосы нестабильности. Ро Феникса является переменной звездой типа Дельты Щита, видимая звёздная величина меняется от 5,17 до 5,27 с периодом 0,1–0,2 дня. Период пульсации, как кажется, меняется на временных масштабах порядка недель, что свидетельствует о том, что звезда не просто радиально пульсирует. Анализ изменения температуры в ходе периодов пульсации также подтверждает это предположение. Неясно, действительно ли период пульсаций меняется, или же кривая блеска представляет собой сумму периодических пульсаций с разными частотами.
Модели звездной эволюции показывают, что Ро Феникса обладает массой 2,1 массы Солнца и возрастом около 1 млрд лет. Светимость звезды в 35 раз превышает светимость Солнца, эффективная температура составляет 6900 K. Металличность звезды высока, содержание металлов на 25% превышает солнечное. Во втором релизе данных Gaia обнаружена звезда с таким же собственным движением и параллаксом, как у Ро Феникса. Видимая звёздная величина у этого объекта равна 14,6 (полоса G), он отделён от Ро Феникса угловым расстоянием  7,9 угловых секунд.